# Victorovita caudata
Victorovita caudata är en stekelart som först beskrevs av Győző Szépligeti 1901.
Victorovita caudata ingår i släktet Victorovita och familjen bracksteklar. Inga underarter finns listade i Catalogue of Life.